# Stazione meteorologica di Acireale
La stazione meteorologica di Acireale è la stazione meteorologica di riferimento relativa alla città di Acireale.

## Coordinate geografiche
La stazione meteo si trova nell'Italia insulare, in Sicilia, in provincia di Catania, nel comune di Acireale, a 208 metri s.l.m. e alle coordinate geografiche 37°36′N 15°09′E.

## Dati climatologici
In base alla media trentennale di riferimento 1961-1990, la temperatura media del mese più freddo, gennaio, si attesta a +10,3 °C; quella del mese più caldo, agosto, è di +24,6 °C.
Le precipitazioni medie annue sono inferiori ai 650 mm, distribuite mediamente in 60 giorni, con marcato minimo estivo, picco in autunnale e massimo secondario in inverno.
| Acireale                           | Mesi   | Mesi   | Mesi   | Mesi   | Mesi   | Mesi   | Mesi   | Mesi   | Mesi   | Mesi   | Mesi   | Mesi   | Stagioni | Stagioni | Stagioni | Stagioni | Anno |
| Acireale                           | Gen    | Feb    | Mar    | Apr    | Mag    | Giu    | Lug    | Ago    | Set    | Ott    | Nov    | Dic    | Inv      | Pri      | Est      | Aut      | Anno |
| ---------------------------------- | ------ | ------ | ------ | ------ | ------ | ------ | ------ | ------ | ------ | ------ | ------ | ------ | -------- | -------- | -------- | -------- | ---- |
| T. max. media (°C)                 | 13,8   | 14,3   | 15,7   | 18,0   | 22,2   | 26,4   | 29,5   | 29,4   | 26,3   | 22,0   | 18,4   | 15,2   | 14,4     | 18,6     | 28,4     | 22,2     | 20,9 |
| T. min. media (°C)                 | 6,7    | 6,7    | 7,8    | 9,6    | 13,1   | 16,8   | 19,5   | 19,9   | 17,6   | 14,3   | 10,9   | 8,2    | 7,2      | 10,2     | 18,7     | 14,3     | 12,6 |
| Precipitazioni (mm)                | 84     | 67     | 55     | 34     | 19     | 6      | 3      | 23     | 34     | 162    | 62     | 95     | 246      | 108      | 32       | 258      | 644  |
| Giorni di pioggia                  | 8      | 7      | 8      | 5      | 3      | 1      | 1      | 2      | 4      | 8      | 5      | 8      | 23       | 16       | 4        | 17       | 60   |
| Eliofania assoluta (ore al giorno) | 4,9    | 5,5    | 6,2    | 7,1    | 8,9    | 10,2   | 10,9   | 10,0   | 8,3    | 6,4    | 5,7    | 5,0    | 5,1      | 7,4      | 10,4     | 6,8      | 7,4  |
| Vento (direzione-m/s)              | NW 4,0 | NE 4,2 | NE 4,0 | NE 3,7 | NE 3,5 | NE 3,4 | NE 3,3 | NE 3,5 | NE 3,3 | NE 3,6 | NW 4,1 | SW 4,3 | 4,2      | 3,7      | 3,4      | 3,7      | 3,7  |